# Phathana Inthavong
Phathana Inthavong (Vientiane, 15 juli 1997) is een Laotiaans zwemmer. Hij vertegenwoordigde zijn land op de Olympische Zomerspelen 2012 in Londen in het onderdeel 50 meter vrije slag. Hij eindigde op een 56e plaats met een tijd van 28,17 seconden. Op deze Zomerspelen was hij tevens, met 15 jaar, de jongste mannelijke zwemmer die deelnam.

## Belangrijkste resultaten
| Jaar | Olympische Spelen  | WK langebaan | WK kortebaan |
| ---- | ------------------ | ------------ | ------------ |
| 2012 | 56e 50m vrije slag |              |              |